# Parada Medicina
Medicina es una parada ferroviaria de la ciudad de La Plata, Provincia de Buenos Aires, Argentina. Se encuentra ubicada en las proximidades de las Facultades de Ciencias Médicas, Ciencias Naturales y Museo y de Ciencias Agrarias y Forestales de la Universidad Nacional de La Plata.

## Servicios
Es parada intermedia del servicio de tren ligero urbano del Tren Universitario de la Línea General Roca desde la estación La Plata a la parada Policlínico donde finaliza su recorrido.